# Hypena veronikae
Hypena veronikae är en fjärilsart som beskrevs av Martin Lödl 1994. Hypena veronikae ingår i släktet Hypena och familjen nattflyn. Inga underarter finns listade i Catalogue of Life.